# Сьюдад-Пердида

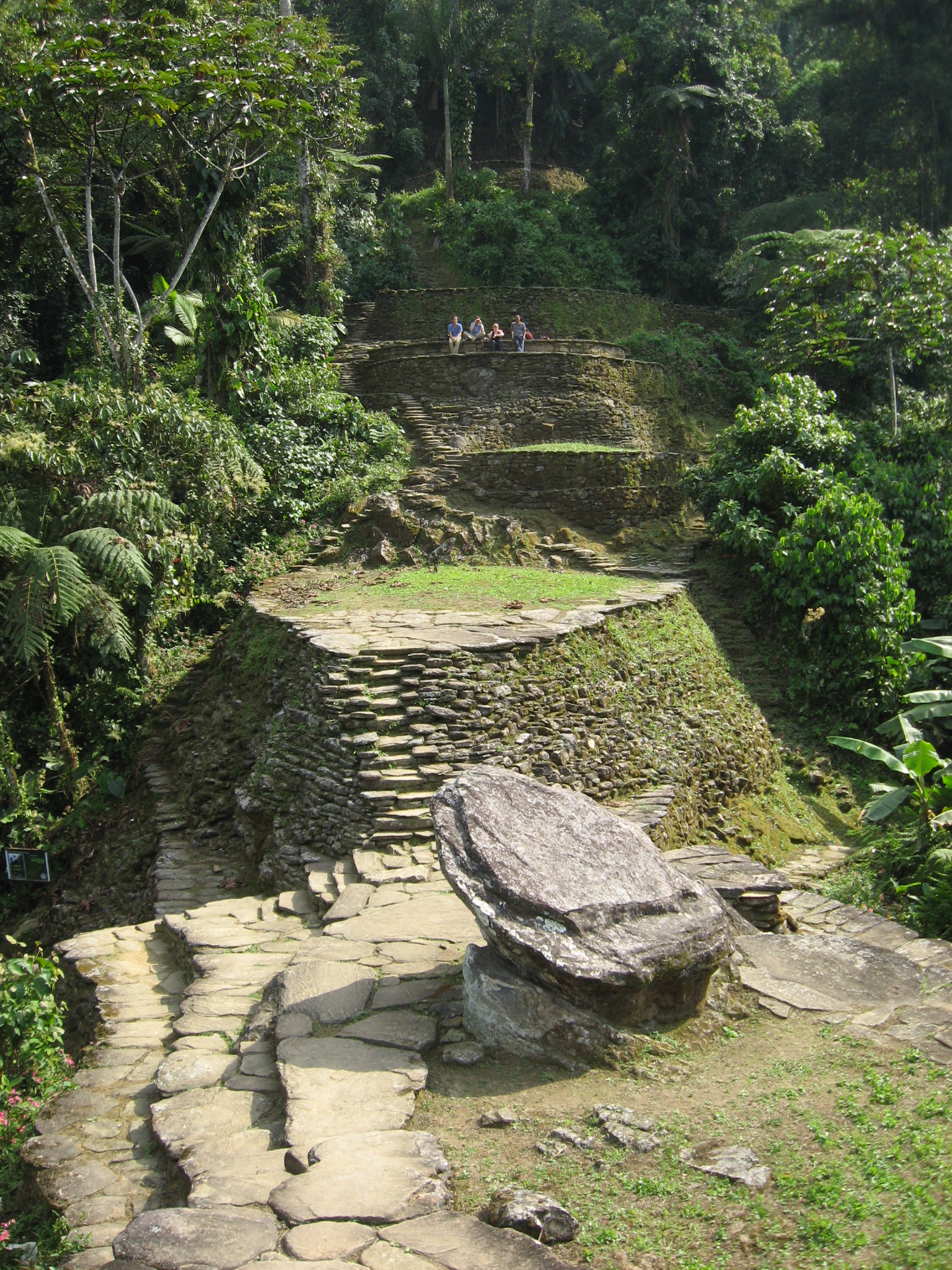
Вид на центральную часть города. На каменных платформах когда-то стояли деревянные строения.

Сьюдад-Пердида, исп. Ciudad Perdida (букв. «Затерянный город»), или Буритака-200 — археологический памятник, представляющий собой руины города культуры Тайрона в Сьерра-Невада-де-Санта-Марта, Колумбия. Город, как предполагается, был основан около 800 г. н. э., то есть на 650 лет ранее Мачу-Пикчу. Местность также известна под названием Буритака, а местные индейцы называют её Теюна.
Город случайно открыли в 1972 г. местные расхитители захоронений. Они обнаружили группу каменных ступеней, поднимавшихся вверх по горе, и последовав по этой лестнице, они попали в заброшенный город, который они прозвали «зелёным адом». После того, как на местном рынке стали появляться золотые статуэтки и керамические урны из города, власти провели расследование и обнаружили город в 1975 году.
По словам представителей местных племён — аруако, коги и арсарио — они посещали город задолго до того, как он был открыт властями, однако хранили его местонахождение в тайне. Они называли город Теюна и верили, что здесь обитали их предки — носители культуры Тайрона. Сьюдад-Пердида был, по-видимому, региональным политическим и производственным центром на реке Буритака, здесь могло обитать от 2 до 8 тысяч человек. Город был заброшен, по-видимому, во времена испанского завоевания.
В Сьюдад-Пердида обнаружено 169 земледельческих террас, выдолбленных на горных склонах, а также сеть мощёных дорог и несколько небольших круглых площадей. Войти в город можно, поднявшись через заросшую джунглями лестницу из 1200 ступеней, идущую вверх по горному склону. Земледельческие террасы Сьюдад-Пердида являются примером трансформации горных джунглей без нарушения экологического баланса.
Территория, где находится памятник, на длительное время стала ареной боевых действий между правительственной армией, правыми и левацкими вооружёнными группировками. 15 сентября 2003 г. боевики из Национальной армии освобождения похитили 8 иностранных туристов, посещавших Сьюдад-Пердида, потребовав от властей в обмен на их освобождение расследовать нарушения прав человека. Через три месяца последние из туристов были отпущены на свободу.
Лишь с 2005 г. возобновились туристические экскурсии. Колумбийская армия активно патрулирует зону памятника, которая в настоящее время считается безопасной для посетителей, новые похищения не происходили. Стоимость путешествия в город с обратной дорогой составляет около 200 долларов США. Дорога составляет в общей сложности 52 километра пешего пути и требует хорошей физической подготовки. В ходе путешествия нужно пересечь несколько рек, совершить крутые подъёмы и спуски.

## Изображения

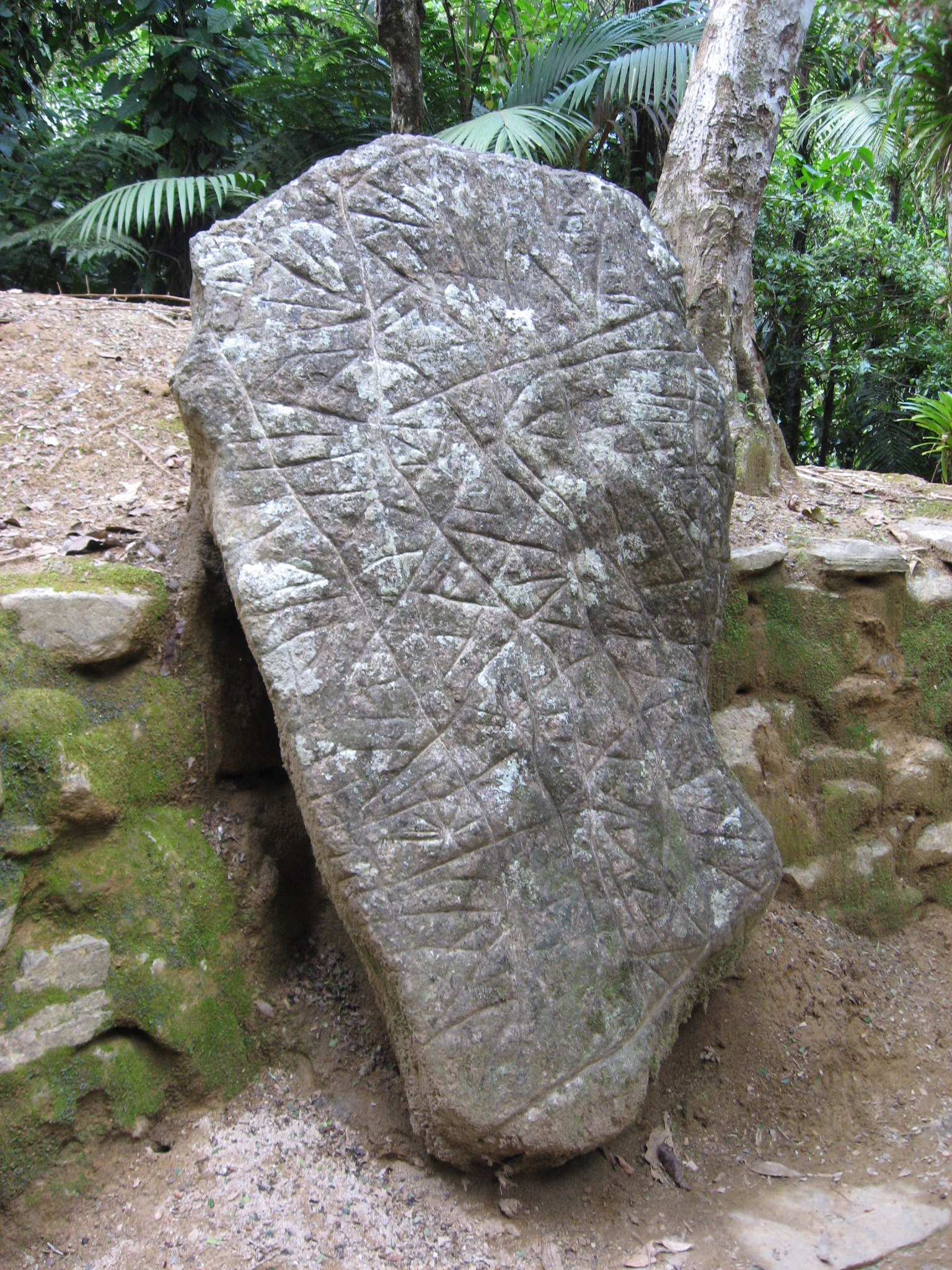
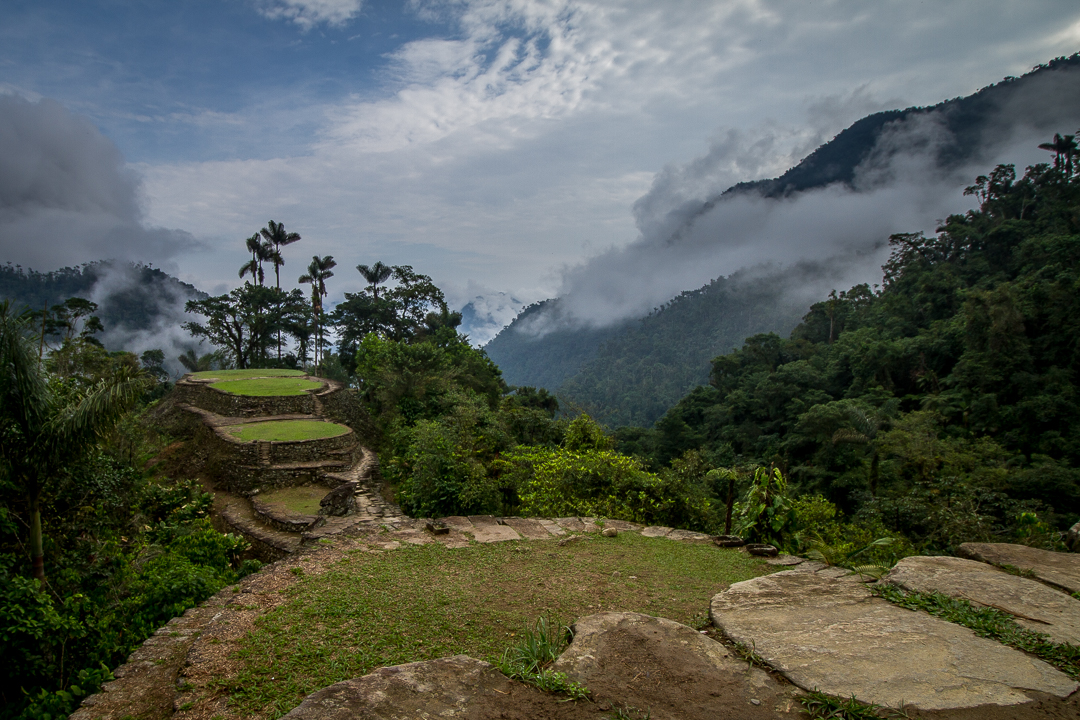
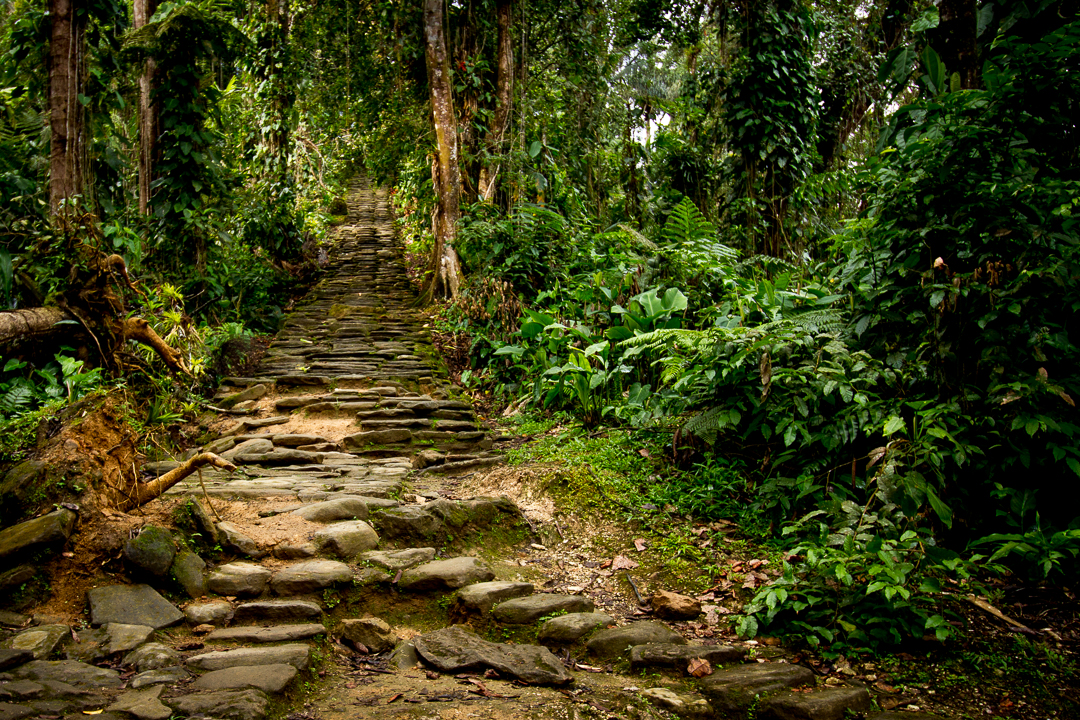
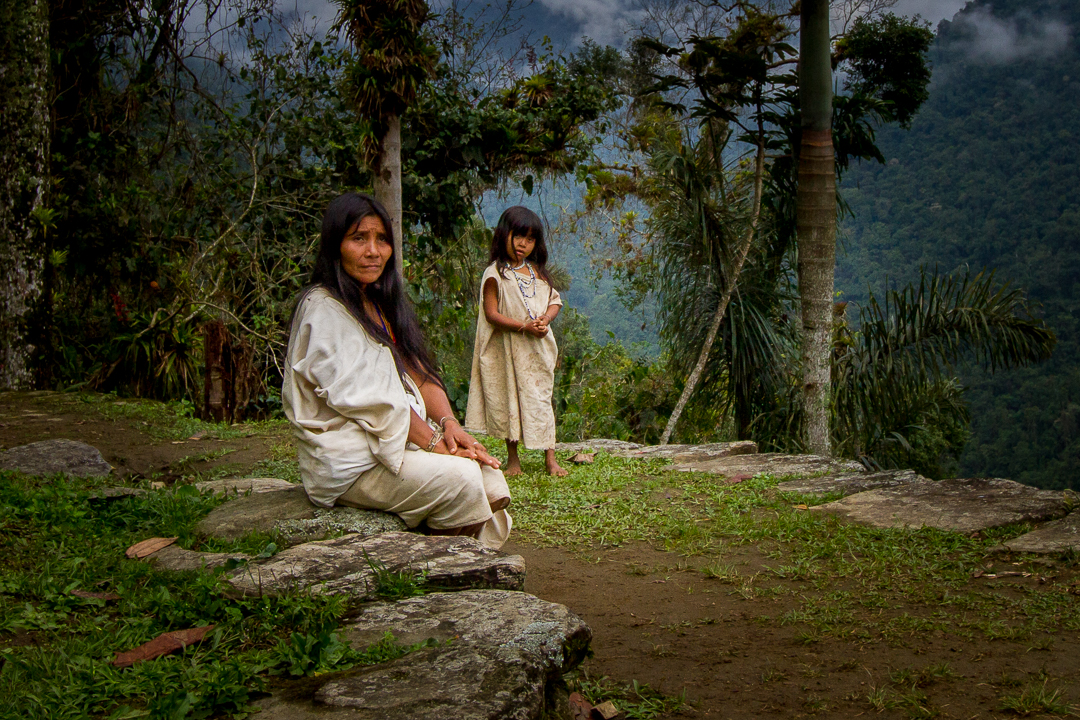
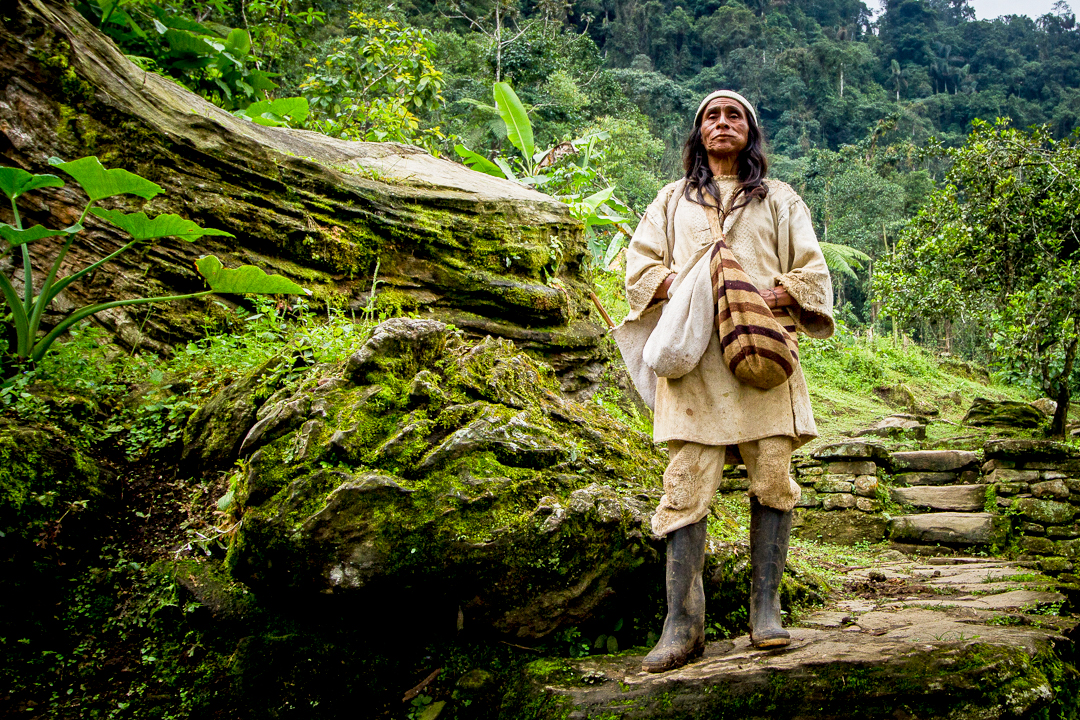